# Palec środkowy

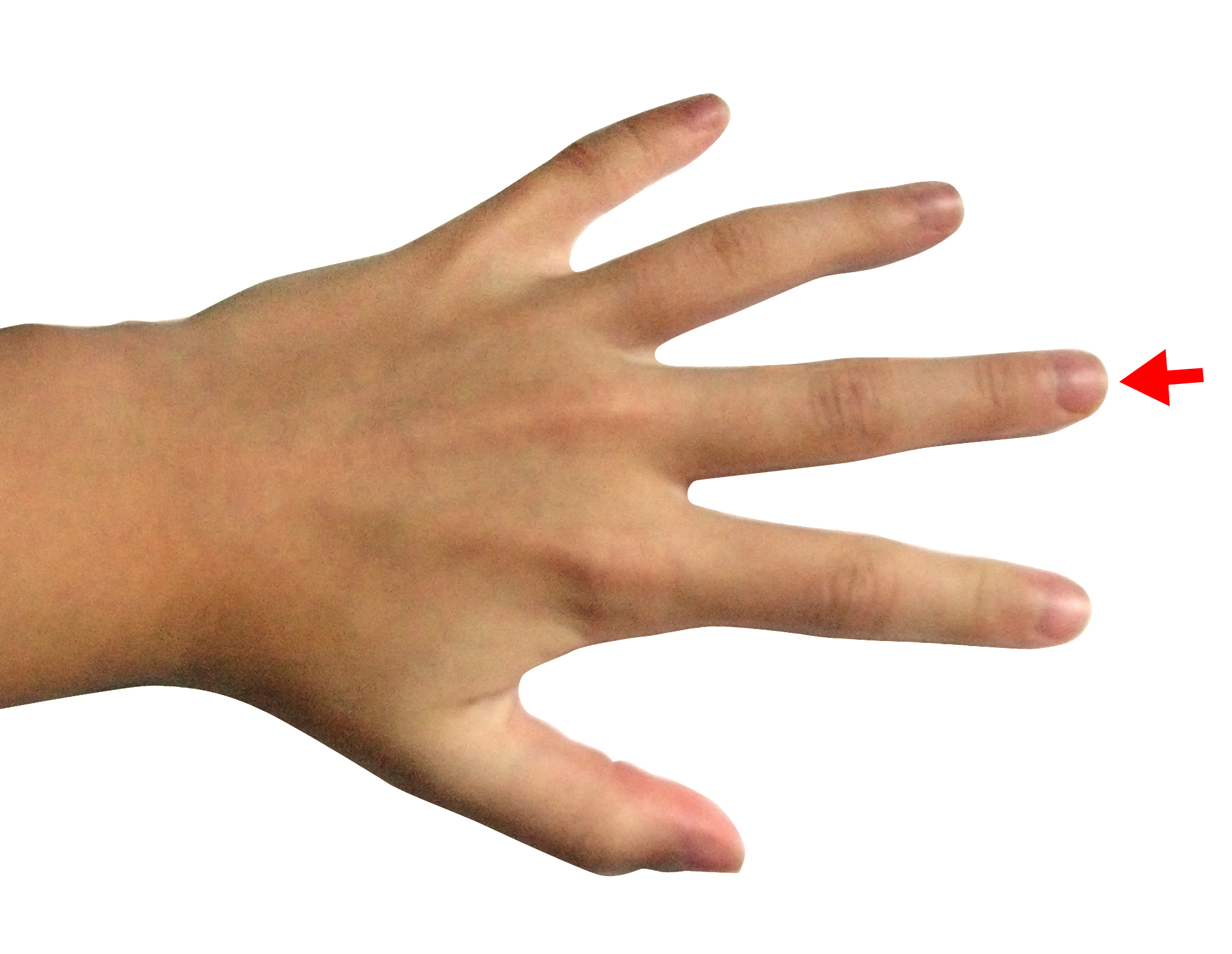
Ludzka ręka, palec środkowy oznaczony strzałką.

Palec środkowy (łac. digitus medius) – w anatomii człowieka trzeci palec ręki, leżący pomiędzy palcem wskazującym i palcem serdecznym. Zbudowany jest z trzech paliczków: bliższego, środkowego i dalszego, połączonych stawami międzypaliczkowymi i więzadłami.